# Monumento ao Sagrado Coração de Jesus

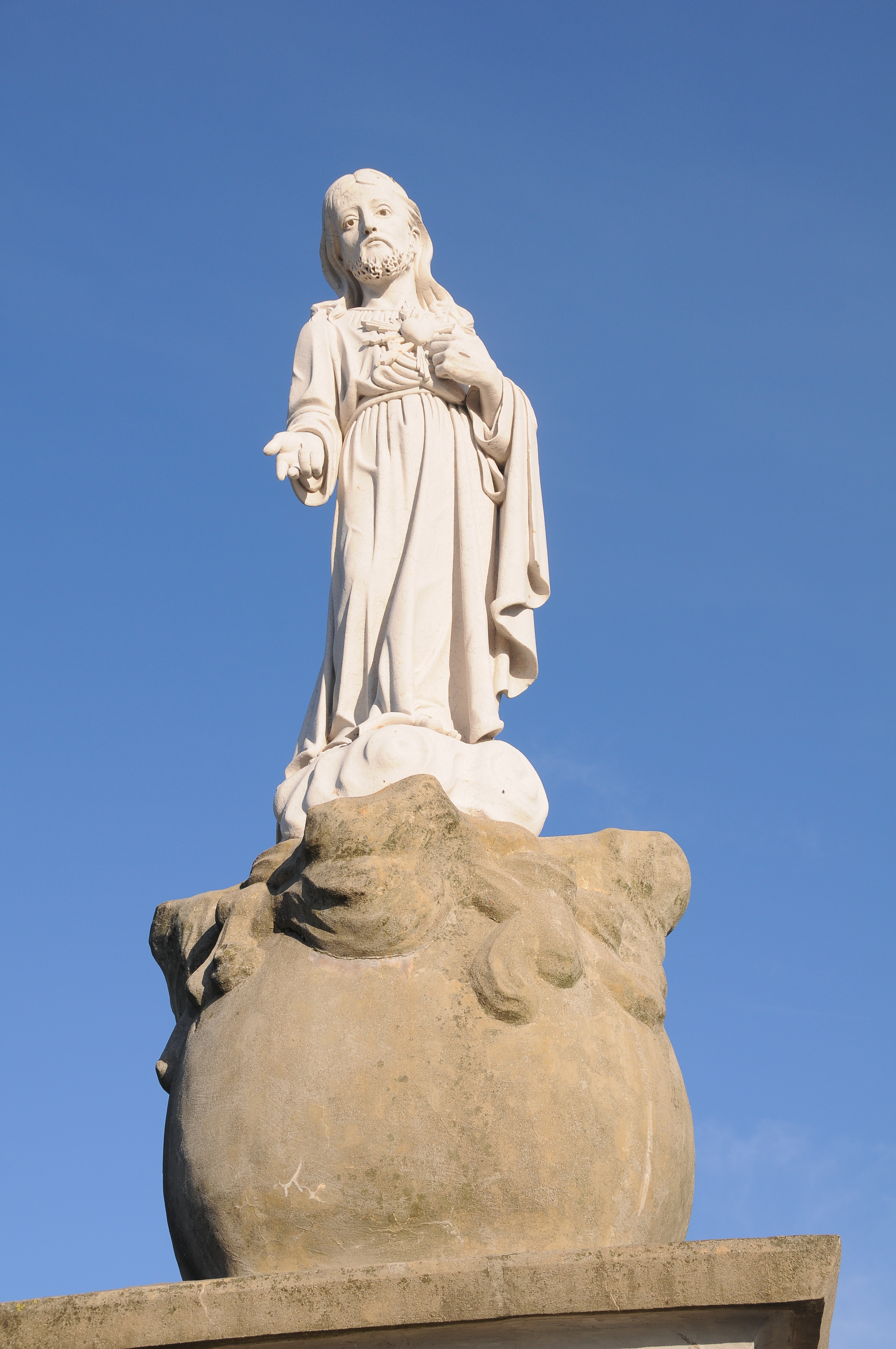

O Monumento ao Sagrado Coração de Jesus fica localizado no topo da colina de Guadalupe, na freguesia de São Vicente, em Braga, Portugal.
Ostenta uma estátua do Sagrado Coração de Jesus, para memória da solene consagração da cidade e da arquidiocese bracarenses ao Divino Coração de Cristo  realizada em 16 de maio de 1886, no tempo de D. António José de Freitas Honorato.
É o local com maior altitude da cidade de Braga.
No século XIX, o lugar era conhecido como Cova da Moura ou Monte da Buraquinha.
O monumento foi erigido por iniciativa de Monsenhor Joaquim Fernandes Lopes, na cerca do então Seminário de Santo António e São Luís Gonzaga, criado em 1884  e extinto em 1911, e cujo imóvel acolhe actualmente o Centro Regional da Universidade Católica Portuguesa.
A inauguração ocorreu em 8 de Dezembro de 1901, na festa da Imaculada Conceição.
É uma edificação simples, elítica, de dois registos com escassas janelas de arco quebrado, e encimada por um eirado panorâmico, servido por uma escada exterior.
Na segunda década do século XX, foram ali construídos os depósitos de água potável vinda do Cávado, passando estes depósitos de Guadalupe a abastecer toda a cidade até aos anos 80.